# Buffalo Zoo
Buffalo Zoo is een dierentuin in Buffalo, New York. De dierentuin werd in 1875 geopend en is de op twee na oudste dierentuin van de Verenigde Staten. De dierentuin heeft een oppervlakte van meer dan 9 hectare en trekt jaarlijks ongeveer 400.000 bezoekers.